# ピアノ五重奏曲第2番 (トゥイレ)
ピアノ五重奏曲第2番 変ホ長調 作品20 は、ルートヴィヒ・トゥイレが作曲したピアノ五重奏曲。

## 概要
1879年にミュンヘンに移り住んだトゥイレはバイエルン王立音楽アカデミーでラインベルガーらの薫陶を受け、卒業後の1883年には同校の講師となった。1890年に教授へと昇進、1893年からは恩師の後任として作曲科の教授を務めた。作曲にも取り組みオペラによって名声を獲得した彼は、ミュンヘンにおいて「ミュンヘン楽派」なる流派を形成した。トゥイレ門下からはエルネスト・ブロッホらが輩出している。
本作は1897年から1901年にかけて書かれた。曲はミュンヘンの音楽界において重要な人物であったマックス・フォン・シリングスへと献呈された。彼が新しい調性的表現を模索するようになった時期の作品にあたり、ポストロマン派の楽曲と評されている。本作の発表を待ち望んでいた同時代の人々からは、広く価値を認められる結果となった。

## 楽曲構成

### 第1楽章
Allegro con brio 6/4拍子 変ホ長調
自由なソナタ形式。新しい様式を模索するトゥイレの姿勢が最も顕著に現れる楽章である。冒頭からピアノのアルペッジョに乗って主題が提示される（譜例1）。
譜例1
譜例1の確保から推移を経て、ヴィオラから新しい主題が提示される（譜例2）。旋律はヴァイオリンが引き継いで歌われる。
譜例2
ピアノから新しい楽想が導入されると（譜例3）、やがてテンポと音量を増して提示部が締め括られる。
譜例3
展開は専ら譜例1を用いて行われ、ピアノのアルペッジョから譜例1の再現となる。再現部の構造には新しい発想による変更が行われている。譜例2の再現はチェロにより開始され、ピアノによる譜例3も続く。譜例1の展開を挟んだ後、楽章は明るく結ばれる。

### 第2楽章
Adagio assai sosutenuto 4/4拍子 ロ長調
ピアノの長く重々しい独奏により幕を開ける（譜例4）。続いて入ってくる弦楽器が瞑想的に引き継ぐにあたり、主旋律を受け持つ第1ヴァイオリンにはコン・グラン・エスプレッシオーネとの指示がある。
譜例4
しばらく発展させてから全楽器で譜例4を奏してクライマックスを形作り、静まりつつ中間部へ移行する。中間部ではロ短調に転じてアジタートの楽想が導入される（譜例5）。
譜例5
中間部の後半では譜例5から離れ、ニ長調で穏やかな旋律が導入されて次第に盛り上がっていく。譜例4が戻ってくるが変ロ長調で開始して、転調を繰り返してロ長調に回帰する。再度、譜例4による大きな盛り上がりを築き、落ち着きを取り戻すと譜例5、譜例4を回想するコーダを経て終わりを迎える。

### 第3楽章
Allegro 3/4拍子 ハ短調
明示されていないものの内容的には完全にスケルツォである。4小節の導入に続いてヴィオラから主題が提示される（譜例6）。
譜例6
他の楽器も加わっていき、反復記号により冒頭部分が繰り返される。その後、同じ主題に基づいて頻繁に発想・速度標語を変えて進み、低いハ音を3度鳴らしてトリオへ進む。トリオでは抒情的な楽想が歌われていく（譜例7）。
譜例7
トリオの最後に主部の主題の断片が現れてスケルツォが再開する。スケルツォは多くの時間を弱音を保って進行するが、最後の瞬間にプレスト、フォルティッシモとなって崩れ落ちるように終わる。

### 第4楽章
Allegro risoluto 2/2拍子 変ホ長調
ソナタ形式。ピアノ独奏によるカデンツァが楽章の幕開けを告げる。主題は意気揚々とした雰囲気をまとっており、ピアノの応答を挟みつつ弦楽器のユニゾンによって提示される（譜例8）。
譜例8
複数の経過主題を交えつつ進み、やがて弦楽器により2つ目の主要主題が提示される（譜例9）。ピアノに受け渡されて続けられる。
譜例9
譜例9からの流れの中で譜例10が奏され、盛り上がったところで譜例8のリズム要素を持ち出して提示部がまとめられていく。
譜例10
展開部では弦楽器がピッツィカートで開始するフガートが導入される。主題には譜例9の要素が組み込まれている。ヴィオラ、第2ヴァイオリン、第1ヴァイオリン、チェロの順で入ってきて、最後にピアノの右手、そして左手が加わる。これが終わると譜例8の音型による展開となる。この展開部後半にもフーガ様の筆致がみられ、対位法的展開の終結とともに譜例8の再現に入っていく。譜例9の再現には譜例8の断片がまとわりつき、手短に譜例10の再現へと進行する。コーダにおいても譜例8と譜例9が同時に現れ、力強く全曲に終止符が打たれる。